# Ахав-Б'от
Ахав-Б'от (д/н — після 807) — ахав Сейбаля у 771—807 роках.

## Життєпис
Відомості про батьків відсутні. На думку деяких дослідників був сином Чак-Лакамтууна, що був родичем володарів Південного Мутульського царства. Після розгрому останнього у 761 році Ахав-Б'от зміг врятуватися. За невідомих обставин у 771 році він захопив місто Сейбаль, поваливши тамтешню династію й започаткувавши власну. Він прийняв титул «Священого мутульського володаря». Церемонія інтронізації відбулася в день 9.17.0.0.0, 13 Ахав 18 Кумк'у (24 січня 771 року).
Після зміцнення своїх позицій в Сейбалі розпочав активну зовнішню політику, про яку відомо з низки джерел. Ахав-Бот згадується в місті Чапайалі, за 15 км на північний схід від Сейбаль. Вважається ознакою того, що Чапайаль в той час входив у сферу впливу Сейбаля. У 787 році допоміг батькові здобути владу в невеличкій політії в городищі Агуас-Кальєнтес.
Висувається версія, що у 802 році за допомоги Тан-Te'-K'ініча, володаря Південного Мутульського царства, Ахав-Б'от затвердився в царстві з городищем Ла-Амелія (тут в день 9.18.11.13.4, 10 К'ан 2 Шуль відбулася інтронізація Лачан-К'авііль-Ахав-Б'ота), але покищо достеменно не підтверджена. Остання згадка про Ахав-Б'ота датується 807 роком.